# Liste der südafrikanischen Botschafter im Iran
Die südafrikanische Botschaft befindet sich in Teheran, der Hauptstadt Irans.
| Ernannt       | Botschafter           | Bemerkungen                                                                  | Staatspräsident von Südafrika | Regierung des Irans   | Posten verlassen |
| ------------- | --------------------- | ---------------------------------------------------------------------------- | ----------------------------- | --------------------- | ---------------- |
| 1. Nov. 1970  | Alan John Oxley       | Generalkonsul                                                                | Balthazar Johannes Vorster    | Amir Abbas Hoveyda    | 1973             |
| 1973          | Charles Alan Fraser   | Generalkonsul                                                                | Balthazar Johannes Vorster    | Amir Abbas Hoveyda    | 4. März 1979     |
| Aug. 1995     | Moosa Mohamed Moolla  | (* 12. Juni 1934) Mosie 2001: Hochkommissar in Islamabad                     | Nelson Mandela                | Mohammad Chatami      | 1999             |
| 12. Juni 2000 | Mzolisi Mabude        | (* 22. Juli 1949) Sohn von Saul Mabude prominenter Anhänger von Botha Sigcau | Thabo Mbeki                   | Mohammad Chatami      | 2002             |
| 23. März 2004 | Yusuf Saloojee        |                                                                              | Thabo Mbeki                   | Mohammad Chatami      | 2008             |
| 2010          | Ebrahim Mohammad Sali |                                                                              | Jacob Zuma                    | Mahmud Ahmadinedschad | 10. Dez. 2012    |
| 17. März 2013 | William Max Whitehead | [ 3 ]                                                                        | Jacob Zuma                    | Hassan Rohani         |                  |